# Zopfia
Zopfia är ett släkte av svampar. Zopfia ingår i familjen Zopfiaceae, ordningen Pleosporales, klassen Dothideomycetes, divisionen sporsäcksvampar och riket svampar.
| Zopfia | \| \| Zopfia rhizophila \| \| \| \| |
|        | \| \| Zopfia rhizophila \| \| \| \| |
|        | Caryospora                          |
|        |                                     |
|        | Rechingeriella                      |
|        |                                     |
|        | Richonia                            |
|        |                                     |
|        | Coronopapilla                       |
|        |                                     |
|        | Celtidia                            |
|        |                                     |
|        | Zopfiofoveola                       |
|        |                                     |
|        | Halotthia                           |
|        |                                     |
|        | Zopfia rhizophila                   |
|        |                                     |

|  | Zopfia rhizophila |
|  |                   |